# Cairnterrier
Cairnterriern är en hundras från Skottland i Storbritannien. Den är en lågbent terrier, ursprungligen grythund men sedan länge framförallt sällskapshund. Ordet cairn kommer från gaeliskan och betyder stenröse.

## Historia
Cairnterriern härstammar från Skotska högländerna, Skottlands västkust och Hebriderna, motsvarande det historiska grevskapet Inverness, särskilt ön Skye. Liksom skyeterrier, west highland white terrier och skotsk terrier är den en variant av Highland Terrier. Historiskt användes dessa för att jaga räv och grävling. Hundarna tog sig ner i gryten efter bytesdjuret och drev sedan upp det till den väntande jägaren.
1909 deltog de på hundutställning första gången i Inverness under sitt nuvarande namn och fick samma år egen klass på Crufts i London. 1910 fick rasen egen rasklubb. Tidigare hade den räknats som en korthårig skye terrier. Cainrterriern erkändes som egen ras 1912 av brittiska the Kennel Club. Ända till omkring 1920 var parning tillåten mellan west highland white terrier och cairnterrier.
Under 2000-talet har cairnterriern tillhört de populäraste hundraserna i flera länder, däribland Sverige, men har fallit tillbaka något överallt utom i Danmark.

## Egenskaper
Till lynnet är cairnterriern intelligent, livlig, stark och lojal. Precis som många andra terrierraser tycker de om att gräva efter ett riktigt eller inbillat bytesdjur. De har ofta en stark jaktinstinkt som de flesta terrier, och kräver mycket träning. Om den är motiverad hänger den med på det mesta. Många tränar agility, spår, lydnad och viltspår med sina cairns. De anpassar sig oftast bra till barn och passar ofta som familjehundar.

## Utseende
Cairnterriern har en sträv, vädertålig päls vars färg kan variera mellan vete-, röd, sandfärgad, grå eller brindle i dessa färger. Brindlefärgade exemplar kan variera i nyans under sin livstid. Pälsen kan delas in i två lager: ett mjukt och tätt underullslager under ett strävt yttre lager. Hundens mankhöjd ska vara mellan 28 och 31 cm och vikten 6–8 kg.